# Okres Kluczbork
Okres Kluczbork (polsky Powiat kluczborski) je okres v polském Opolském vojvodství. Rozlohu má 851,59 km² a v roce 2023 zde žilo 69 700 obyvatel. Sídlem správy okresu je město Kluczbork.

## Gminy
Městsko-vesnické:
- Byczyna
- Kluczbork
- Wołczyn

Vesnická:
- Lasowice Wielkie

## Města
- Byczyna
- Kluczbork
- Wołczyn

## Sousední okresy
| Růžice kompasu | Kępno    | Wieruszów       |        | Růžice kompasu |
| Růžice kompasu | Namysłów | Sever           | Olesno | Růžice kompasu |
| Růžice kompasu | Namysłów | Okres Kluczbork | Olesno | Růžice kompasu |
| Růžice kompasu | Namysłów | Jih             | Olesno | Růžice kompasu |
| Růžice kompasu | Opole    |                 |        | Růžice kompasu |